# Може, Гастон
Гастон Може (фр. Gaston Mauger) — французский педагог, автор многочисленных учебников французского языка для иностранцев, которые распространялись миллионными тиражами во многих странах мира. Особенно популярными эти учебники были с 1950-х до конца 1980-х годов. Эти издания до сих пор употребляются во многих культурных представительствах Франции на курсах изучения французского языка.

## Из биографии
Гастон Може с 1940-х годов работал преподавателем в лицее Кондорсе в Париже. Впоследствии стал преподавателем международной школы Альянс Франсез, директором которой оставался в течение длительного времени. Преподавал также в Высшей школе подготовки преподавателей французского языка для иностранцев и Британском институте Парижского университета.

## Избранные публикации
- "Les fables de La Fontaine", coll. Classiques France, Hachette, 1940
- "Cours de langue et de civilisation françaises à des l'usage étrangers"[2], (4 тома) Hachette, 1953-1957, многочисленные переиздания (издание "«Mauger bleu»" («Синий Может») разошлось тиражом 2 млн экземпляров)[3], отмечено Французской академией[4]
- Gaston Mauger, Жаклин Charon, "Manuel de français commercial à l'usage des étrangers"[5], Larousse, 1958
- Gaston Mauger, Georges Gougenheim, Aurélie Ioannou, "Le français élémentaire: Méthode progressive de français usuel", Hachette, 1962
- "Contes et récits, histoires policières en français facile pour les exercices de lecture et de conversation", Hachette, 1962
- Gaston Mauger, Maurice Bruézière, Georges Gougenheim, Aurélie Ioannou, "Le français accéléré : Méthode intensive de français parlé pour adultes", Hachette, 1964
- Gaston Mauger, Maurice Bruézière, René Geffroy, "Le français et la vie" (3 тома), Hachette, 1971, ("Mauger rouge", так называемый «Красный Може»)
- "Grammaire pratique du français d'aujourd'hui — Langue parlée, langue écrite", Hachette, 1968 ISBN 2-01-002134-7